# Hurrikan Linda (1997)
Hurrikan Linda war ein tropischer Wirbelsturm der pazifischen Hurrikansaison 1997. Es war bis zu Hurrikan Patricia (2015) der stärkste Hurrikan, der jemals im nordöstlichen Pazifischen Ozean beobachtet wurde. Die höchste gemessene andauernde Windgeschwindigkeit wurde mit 295 km/h gemessen, einzelne Böen erreichten 350 km/h, der niedrigste Luftdruck im Zentrum betrug 902 mbar. Linda war Teil einer außergewöhnlich aktiven Hurrikansaison, sowohl im östlichen als auch im westlichen pazifischen Becken. Dieses kräftige System hatte allerdings wenige Auswirkungen auf das Festland, obwohl es direkt über Socorro hinwegzog.

## Sturmverlauf

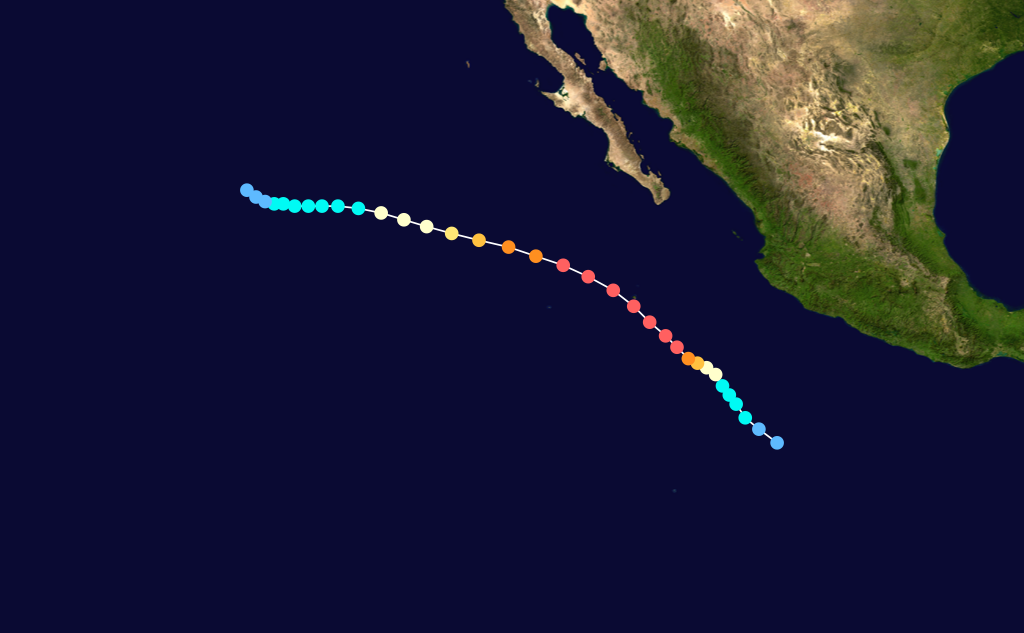
Zugweg von Linda

Eine tropische Welle löste sich am 24. August 1997 von der Küste Afrikas und überquerte den zu dem Zeitpunkt für die Entwicklung eines Hurrikans ungünstigen Atlantischen Ozean ohne Entwicklung. Als die Welle Mittelamerika überquerte, nahm die Konvektion zu und ein schlechtdefiniertes Zentrum entwickelte sich zu Beginn des 9. September. Windböen und Konvektion nahmen zu und in der darauffolgenden Nacht entstand ein tropisches Tiefdruckgebiet etwa 740 km südlich der mexikanischen Hafenstadt Manzanillo, Colima.
Das Tropische Tief Vierzehn-E setzte seinen Weg in Richtung Nordwesten fort und wurde am 10. September zu einem tropischen Sturm. Linda begann, sich stärker zu intensivieren und erreichte am 11. September 880 km südsüdöstlich der Spitze von Baja California Hurrikanstärke. Nach nur 30 Stunden erreichte Linda am 12. September ihren Höhepunkt mit andauernden Windgeschwindigkeiten von bis zu 295 km/h. In dieser relativ kurzen Zeit als Hurrikan war die Windgeschwindigkeit um rund 175 km/h gestiegen und der Luftdruck um 85 mbar gefallen. Linda zog am selben Tag als ein Kategorie-5-Hurrikan direkt über Socorro. Während der nachfolgenden Tag hat kühleres Meerwasser den Sturm größtenteils geschwächt und Linda löste sich am 17. September auf.

## Vorbereitungen
| Name      | Saison |
| --------- | ------ |
| Patsy     | 1959   |
| "Mexico"  | 1959   |
| Ava       | 1973   |
| Emilia    | 1994   |
| Gilma     | 1994   |
| John      | 1994   |
| Guillermo | 1997   |
| Linda     | 1997   |
| Elida     | 2002   |
| Hernan    | 2002   |
| Kenna     | 2002   |
| Ioke      | 2006   |
| Rick      | 2009   |
| Celia     | 2010   |
| Patricia  | 2015   |

Während des 13. September hatten einige Computerberechnungen die Möglichkeit vorausgesagt, dass der Hurrikan seine Richtung ändern und Kalifornien erreichen werde. Eine Troglinie war in der Nähe des Hurrikans festgestellt worden. Die Winde, die durch diese verursacht wurden, hätten demnach den Hurrikan in Richtung Südkalifornien umgelenkt. Einige Medienberichte haben dann aufgrund der möglichen Gefährdung darauf hingewiesen, dass Hurrikanbedingungen in Südkalifornien eintreten könnten, der National Weather Service in Oxnard gab aber eine Stellungnahme ab, welche die Unwahrscheinlichkeit des Zugweges von Hurrikan Linda herausstrich. Die Verlautbarung wies auch darauf hin, dass die Hauptgefahr von Regenfällen und rauer See ausgehen werde.
Der hohe Wellengang, der durch Hurrikan Linda verursacht wurde, veranlasste auch Sturmflutwarnungen für Teile der mexikanischen Küste.

## Auswirkungen

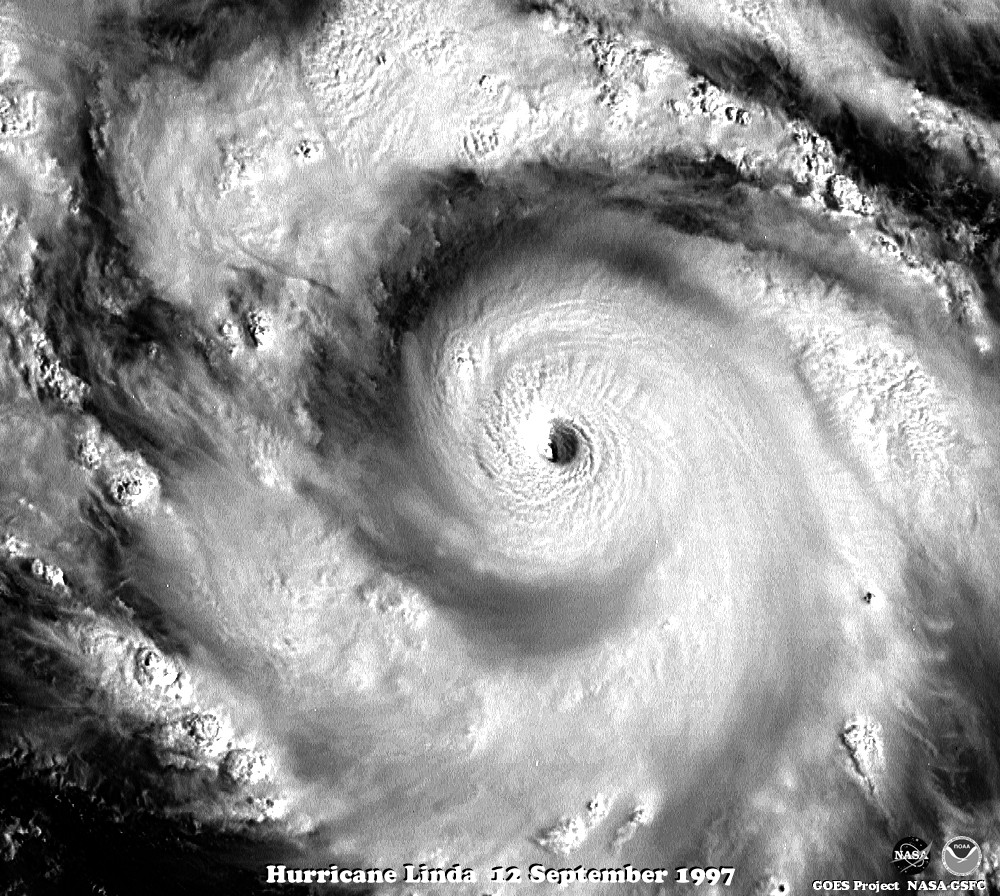
Hurrikan Linda auf dem Höhepunkt der Intensität

Hurrikan Linda kam nie in die Nähe des nordamerikanischen Festlandes. Der Sturm zog am 12. September 1997 über Socorro Island, wo es die Stromversorgung der meteorologischen Instrumente unterbrach. Hoher Wellengang, der durch das System entstand, verursachte Überflutungen an den Küsten der mexikanischen Bundesstaaten Michoacán, Nayarit, Jalisco und Sinaloa. Aufgrund dieser Wellen wurden auch Hotels und Resorts in Cabo San Lucas, Mazatlán, La Paz, San Carlos Nuevo Guaymas und Puerto Vallarta zur zeitweiligen Schließung veranlasst.
Der Hurrikan produzierte bis zu 4,5 m hohe Wellen entlang der kalifornischen Küste, die in Newport Beach fünf Personen von einer Mole spülten. Sie wurden alle gerettet und überlebten, einer von ihnen war jedoch schwer verletzt worden. Die Niederschläge durch Linda verursachten in Südkalifornien schwere Überflutungen und Erdrutsche. Bei einem davon wurden zwei Häuser zerstört und 77 beschädigt. Der Gesamtschaden wurde auf 3,2 Millionen US-Dollar errechnet.
Weil Linda allerdings aufgrund ihres Verbleibens über offenen Gewässern wenige Schäden anrichtete, wurde der Name nicht durch die World Meteorological Organization gestrichen und während der Hurrikansaison 2003 erneut verwendet und ist auch für die Pazifische Hurrikansaison 2009 erneut vorgesehen.